# Красноярка (Татарский район)
Красноярка — село в Татарском районе Новосибирской области. Административный центр Красноярского сельсовета.

## География
Село расположено в 42 километрах к северо-востоку от железнодорожной станции Татарская, на правом берегу реки Омь, которая на этом участке является границей между Татарским и Венгеровским районами Новосибирской области.

## Население
| 2002 | 2007 | 2010 |
| ---- | ---- | ---- |
| 342  | ↗345 | ↘285 |

## Инфраструктура
В селе по данным на 2007 год функционируют 1 учреждение здравоохранения и 1 учреждение образования.

## Транспорт
От села к райцентру идёт щебёночная дорога, протяжённость которой составляет 63 километра.